# مستعر أعظم من النوع Ia
مستعر أعظم نوع Ia في علم الفلك (بالإنجليزية: Type Ia supernova) هو أحد أنواع مستعر أعظم حيث ينتهي عمر نجم متغير بحدوث أنفجار ينشأ عنه نجم قزم أبيض. والقزم الأبيض هو ماتخلف عن النجم الأصلي بعد انتهاء عمره واستهلاكه للهيدروجين عن طريق الاندماج النووي. ولكن يوجد نوع من نجوم الأقزام الصغيرة تقوم باندماج نووي للكربون والأكسجين وينتج عنها طاقة كبيرة ترفع من درجة حرارتها.
وتكون مدة دورة القزم الأبيض حول محوره منخفضة عندما تقل كتلته عن حد شاندراسيخار الذي يقدر ب 38 .1 كتلة شمسية.
وتلك هي أكبر كتلة يمكن لضغط انفطار مستويات الطاقة للإلكترونات فيها إحداث توازن مع قوة الجاذبية التي تدفعه إلى التقلص. فإدا تعدت كتلة القزم الأبيض ذلك الحد فإنه يستمر في التقلص والانكماش.
وإذا كان للقزم الأبيض نجم قرين وكان القرين عملاقا أحمرا واسع الانتشار فإن القزم الأبيض يقوم بجذب غاز من العملاق الأحمر ويضيفها إلى كتلته. فترتفع كتلة القزم الأبيض رويدا رويدا حتى تصل إلى حد شاندراسيخار فيبدأ اندماج نووي يندمج فيه الكربون. وعندما يصل إلى كتلة حرجة - وهذا حدث نادر جدا - فإنه يبدأ التقلص، فترتفع درجة حرارته إلى درجة بدء الاندماج النووي فيه من جديد. وخلال عدة ثوان من بدء الاندماج النووي فيه يتفاعل جزء كبير من مادته بما يسمى تفاعل نووي منفلت thermal runaway reaction، مصحوبا بإصدار كمية هائلة من الطاقة (
1 –2×1044 جول)
مؤدية بانفجار النجم في هيئة مستعر أعظم.
ويتميز ذلك النوع من المستعرات العظمى وهو مستعر أعظم من النوع Ia بأن له بريق ثابت حيث أن النجم ينفجر بعد تجميعه لكمية معينة من الوقود النووي. ويستخدم العلماء ذلك الانفجار وما ينشأ عنه من بريق ثابت كمقياس معايرة، تمكنهم من معرفة بعد المجرات التي تحويهم عنا، ذلك لأن القدر الظاهري للمستعرات العظمي يعتمد على بعدها عنا.

## النموذج المرجح

طيف المستعر الأعظم SN1998aq وهو من نوع Ia, بعد يوم واحد من الانفجار، في نطاق الطيف B.

توضيح نشأة مستعر أعظم Ia

قام بتصنيف المستعر الأعظم نوع Ia العالمان الفلكيين رودولف مينكوفسكي وفريتز زفيكي.
وتوجد عدة طرق لنشأة هذا النوع من المستعرات العظمى ولكنهم يشتركون جميعا في ميكانيكية نشأتهم (عملية تجميع مادة من نجم مجاور ثم الانفجار عندما تصل كتلة النجم (المنفجر) إلى الكتلة 1.38 من كتلة الشمس). فعندما تكون سرعة دوران النجم حول محوره بطيئة ويجذب إليه غاز من نجم قرين و«يشتعل» فيه اندماج الكربون والأكسجين فإنه لا يستطيع تعدية حد شاندراسيخار
ويبدأ في التقلص. وعندما لا يكون هناك تفاعل يقاوم تقلصه فقد يتقلص القزم الأبيض مكونا نجم نيوتروني.
وهذا ما يحدث في العادة لقزم أبيض يقوم بإدماج المغنسيوم والأكسجين.
ويعتقد علماء الفلك حاليا أن النوع Ia للمستعرات العظمى أن حد شاندراسيخار لا يتحقق ولا يبدأ تقلص النجم. وإنما يعمل زيادة الضغط وزيادة الكثافة بسبب زيادة الكتلة على رفع درجة حرارة قلب النجم
وتقترب كتلة القزم الأبيض إلى نحو 1% من الحد.
يتبع ذلك تبادل حراري يستمر نحو 1000 سنة.
وعند نقطة معينة من تلك الحالة الهادئة يشتعل وهج موجة ضاغطة بسبب اندماج الكربون. ولا تزال تفاصيل عملية الانفجار هذه غامضة، وخاصة أين يبدأ «الاشتعال» وعدد النقاط التي يبدأ فيها.
ويبدأ بعد ذلك الاندماج النووي للأكسجين ولكنه لا يستهلك لالقدر الذي يستهلك به الكربون.
وبمجرد بدء اندماج الكربون تزداد درجة حرارة القزم الأبيض في الارتفاع. فإذا كان النجم من نجوم النسق الأساسي حيث يعتمد في توازنه على الضغط الحراري لمعادلة قوى الجاذبية، فإنه يتمدد تحت فعل الحرارة في باطنه. ولكن الضغط الناشئ عن انفطار مستويات الطاقة للإلكترونات لا تعتمد على درجة الحرارة، وعلى ذلك فلا يستطيع القزم الأبيض تنظيم عملية الاندماج بالطريقة التي تحدث في النجوم العادية، ويصبح معرضا للدخول في تفاعل اندماجي منفلت thermal runaway fusion. ويتزايد معدل التفاعل الاندماجي بشكل كبير بسبب عدم استقرار رايلي-تايلور (تفاعلات دوامية). ولا يزال العلماء في سبيل تفسير عما إذا كان الوهج يتحول إلى انفجار ذو سرعة فوق صوتية عبر تمدد بالتوصيل الحراري تقلل من سرعته عن سرعة الصوت.
وبصرف النظر عن تفاصيل الاشتعال النووي فيتفق العلماء على أن جزءا كبيرا من الكربون والأكسجين تندمج في القزم الأبيض وتتحول إلى عناصر أثقل منهما خلال فترة تقدر بعدة ثوان.
وترفع درجة الحرارة في باطن النجم إلى عدة مليارات درجة. وتنطلق طاقة قدرها (1–2×1044 جول)
من «الاشتعال النووي الحراري» وهي كافية للتغلب على قوي الجاذبية وتحطم النجم. فكل جزيئ من القزم الأبيض يكتسب طاقة حركة كافية لكي ينطلق مفارقا الجزيئات الأخرى. أي ينفجر النجم بعنف وينشأ عن ذلك موجة ضاغطة تتسبب في تطاير المادة بسرعات تبلغ 5.000 إلى 20.000 كيلومتر في الثانية أي نحو 3% من سرعة الضوء.
وانطلاق الطاقة كهذه ينتج بريقا شديدا. ويقدر القدر المطلق لسطوع مستعر أعظم من نوع Ia عادة ب Mv = −19.3، أي نحو 5 مليارات مرة أشد من الشمس، ويكون التغير في مقداره قليل.
ويعتمد إمكان احتفاظ النجم القرين بمخلفات النجم المنفجر على كمية المادة المتفجرة المبعثرة.
وتشابه نظرية المستعر الأعطم نوع Ia بنظرية المستعر والتي تقول أن القزم الأبيض يجذب المادة إليه ببطء ولا يصل إلى حد شاندراسيخار. وفي حالة المستعر فإن المادة المنجذبة تتسبب في اندماج نووي للهيدروجين وانفجار على السطح ولا تسبب انفجار النجم نفسه.
ويختلف هذا النوع من المستعرات العظمى عن مستعر أعظم II في أن الثاني يتميز بتقلص في قلب النجم قبل الانفجار، وهذا ينشأ من انفجار عنيف في الطبقات العليا لنجم ضخم ذو كتلة كبيرة عندما ينهار القلب على نفسه ويتقلص تقلصا مفاجئا.

## مستعر أعظم نوع Ib ومستعر أعظم نوع Ic
بالنسبة إلى المستعر الأعظم نوع Ib تُطرد طبقة الهيدروجين قبل الانفجار ولذلك فلا تظهر خطوط طيف الهيدروجين في عند الانفجار.
وبالنسبة إلى المستعر الأعظم من نوع Ic فإن طبقة الهيليوم هي الأخرى تكون قد طـُردت من النجم قبل الانفجار ولذلك لا تظهر خطوط طيف الهيدروجين ولا طيف الهيليوم في طيف الانفجار.
وفي كلتا الحالتين للمستعرات يتقلص قلب النجم وقت الانفجار ويتبقى إما نجم نيوتروني أو ثقب أسود، وذلك ويعتمد على كتلة النجم (اقرأ حد شاندراسيخار).

## المنحنى الضوئي

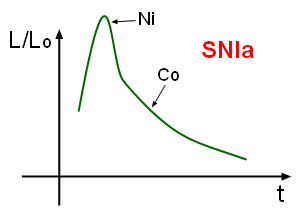
قدر السطوع (بالمقارنة بالشمس L_{0})
وتغير المنحنى الضوئي لمستعر أعظم، نوع 1أ. القمة الأولي تنتسب إلا النشاط الإشعاعي للنيكل Ni، والمرحلة التي تتبعها تنتمي إل تحلل الكوبلت Co. المحور الأفقي هو الزمن.

يتميز المنحنى الضوئي للمستعر الأعظم من نوع 1أ بشكله المميز لسطوعة وتغيره مع الزمن بعد الانفجار. وتحتوي مرحلة السطوع القصوى على خطوط أطياف عناصر متوسطة الكتلة مثل خطوط طيف الأكسجين والكالسيوم، فتلك هي المكونات الأساسية للطبقات العليا للنجم.
وبعد عدة أشهر من الانفجار عندما تميل الطبقات المتناثرة إلى الشفافية تبدأ خطوط أطياف ضوء آتية من قلب النجم في الظهور، وهي أطياف عناصر ثقيلة تكونت أثناء الانفجار، ومعظمها من أطياف العناصر القريبة من الحديد. ويصدر التحلل الإشعاعي للنيكل-56 حيث يتحول إلى الكوبلت-56 ثم إلى الحديد-56، يصدر فوتونات عالية الطاقة تكون غالبة في الإصدارات الإشعاعية التي تستمر بعض الوقت.
وبسبب التماثل في قدر سطوع جميع الأنواع المعروفة للمستعر الأعظم من نوع 1أ وشكل منحنهاه الضوئي، يستغله الفلكيون «كشمعة عيارية» في دراساتهم للأجرام السماوية خارج مجرتنا، مجرة درب التبانة.
ولا يزال هذا التماثل في المنحنى الضوئي للمستعرات العظمى 1أ محل التساؤل بين العلماء. ففي عام 1998 تشير قياسات لبعض المستعرات العظمى نوع 1أ بأنه يبدو أن الكون في حالة اتساع مستمر بل ومتزايد السرعة.

## اقرأ أيضا
- مستعر أعظم 2002 إف كي
- مستعر أعظم، 1 ب و 1 سي
- انفجار أشعة غاما 090423
- انفجار أشعة غاما 970228
- مستعر أعظم SN 2014J
- منكب الجوزاء
- مادة متحللة (فيزياء)
- مجرة حلزونية
- مستعر أعظم SN 2005ap
- مستعر أعظم II
- مجرة
- قزم أبيض
- عملاق أحمر
- الانفجار العظيم
- خط زمني للانفجار العظيم
- نجم نيوتروني
- ثقب أسود
- انفجار أشعة غاما 080916C
- مستعر أعظم SN 1994D
- عابر ضوئي أزرق سريع

## وصلات خارجية
- موقع «الكون» في الإنترنت